# 维纳斯、武尔坎努斯和玛尔斯

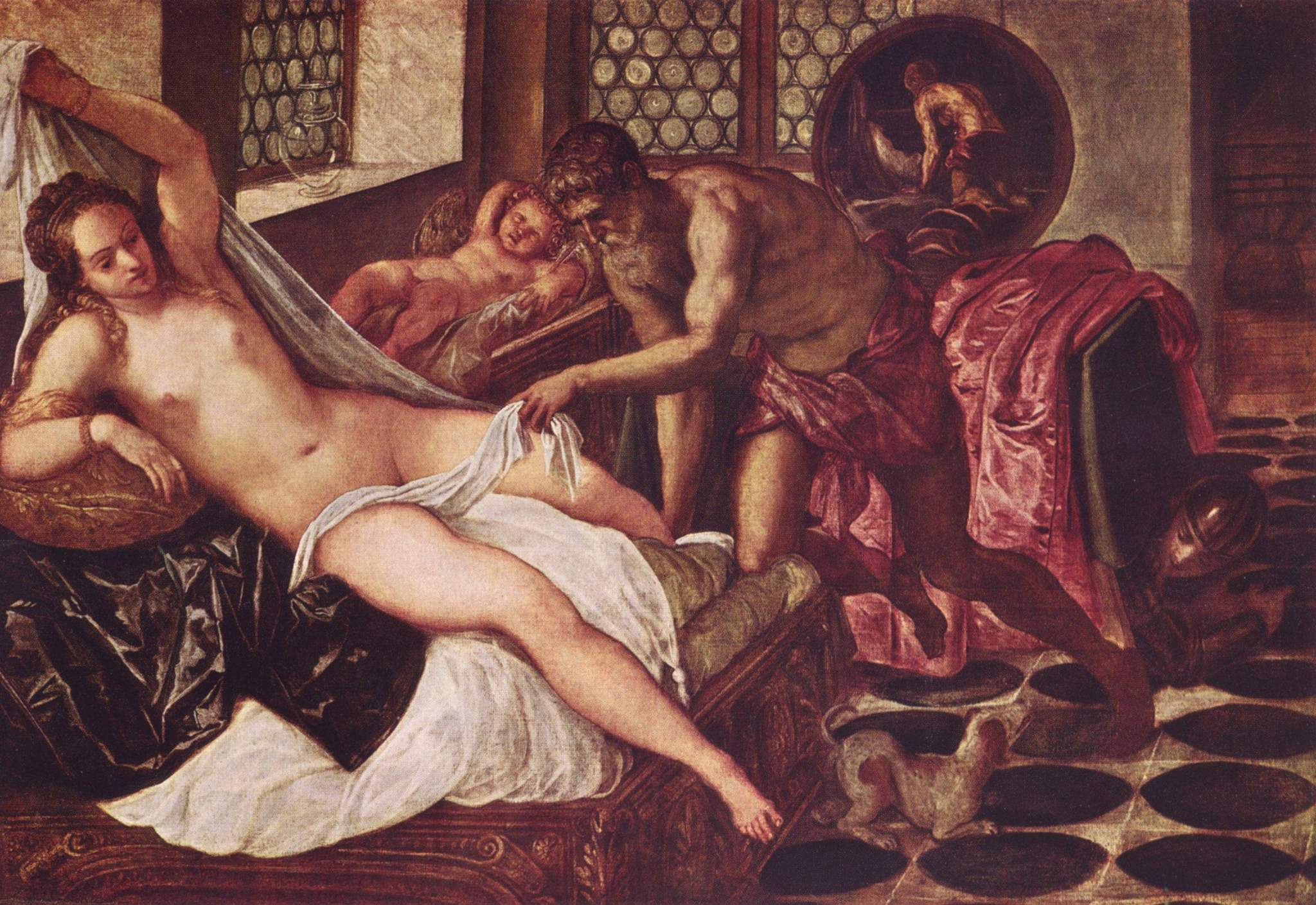
《维纳斯、武尔坎努斯和玛尔斯》

《维纳斯、武尔坎努斯和玛尔斯》是 雅格布·丁托列托 的一幅布面油画，绘制于1551-1552 年，现藏于慕尼黑老绘画陈列馆。  
这幅画描绘通奸的场面。女神维纳斯裸体躺在沙发上，她的情人玛尔斯戴着头盔躲在床底下。维纳斯的丈夫武尔坎努斯得到阿波罗 的密报突然归来。他被妻子的裸体分散了注意力，无视狗的警告。丘比特睡在靠窗的小床上。
在文艺复兴时期，这是一个流行的主题，强调通奸的危险。丁托列托在画中引入了喜剧元素。如果维纳斯有足够的时间，也许玛尔斯悄可以无声息地逃走。